# かめ2
『かめ2』は（かめかめ）は、『モーニング』で1999年46号から2000年33号まで連載されたショート漫画である。作者はながいさわこ。『かめ!』の続編である。

## あらすじ
かめ達の謎の大移動から約1年。かめとぽて太は地上に帰り、いろいろな所を旅しながら、東京の中華料理屋へ身を寄せる。

## 登場人物
前作から引き続き出ている人物は前作を参照のこと。

### 家がめ
かめ

アンドリュー＝ぽて太

かりめろ（サスケ）
途中から出てきた第三の亀。小さい頃、人間にいじめられていた所をある武道家に助けてもらう。その際にヘルメット代わりにもらった御椀を大事に被っており、フォークを振り回している。「ピキー」と鳴く。

### 人間
香子
東京の中華料理屋で親戚に世話になりながら、大学へ通っている。北海道出身。
おいちゃん
東京で香子の世話をしながら、中華料理屋をいとなんでいる。香子とは甥と姪にあたる。
ジロー
長距離トラックドライバー。運転が下手。
アニキ
ジローと共にトラックドライバー。ジローの兄貴分。センスが画一的。
前田ひろし
大学を卒業し、会社員として働いている。

青木

高津茂治
牧場で働いていたが、1週間で辞めクラブの客引きとして働いている。長髪から短髪にした。